# Branchville (Carolina del Sud)
Branchville è un comune degli Stati Uniti d'America, situato in Carolina del Sud, nella Contea di Orangeburg.